# (16594) Sorachi
(16594) Sorachi est un astéroïde de la ceinture principale.

## Description
(16594) Sorachi est un astéroïde de la ceinture principale. Il fut découvert le 26 octobre 1992 à Kitami par Kin Endate et Kazuro Watanabe. Il présente une orbite caractérisée par un demi-grand axe de 2,61 UA, une excentricité de 0,03 et une inclinaison de 10,7° par rapport à l'écliptique.

## Compléments